# Milák Kristóf
Milák Kristóf (Budapest, 2000. február 20. –) kétszeres olimpiai, háromszoros világ-, nyolcszoros Európa- és háromszoros ifjúsági olimpiai bajnok magyar úszó. A 200 méteres pillangóúszás világcsúcstartója (1:50,34).

## Pályafutása
2015 júliusában, a Tbilisziben megrendezett XIII. nyári európai ifjúsági olimpiai fesztiválon a 100 méter pillangó fináléjában a 4., míg 200 méter háton a 12. helyen végzett.
2016-ban, a hódmezővásárhelyi ifjúsági Európa-bajnokság 200 méteres pillangó döntőjében – tovább javítva egyéni rekordját – 1:56,77-es időeredménnyel ifjúsági Európa-bajnoki címet szerzett. Rajthoz állt még az 50 és a 100 méter pillangó fináléjában is, de az előzőben a 7., míg az utóbbiban az 5. helyen végzett.
2017-ben a budapesti világbajnokságon 100 méter pillangón az előfutamban elért 51,23-as ideje junior világrekordot jelentett, az elődöntőben 50,77-es idővel a saját junior világrekordját megdöntve, új országos rekordot is elért. A döntőben 50,62-es idővel ezüstérmes lett, újabb országos rekorddal és junior világrekorddal. Bár ebben az évben korábban 200 méter pillangón a magyar bajnokságon 1:55,41-et ért el és ezüstérmes lett majd a 2017-es junior európabajnokságon 1:53,79 idővel junior világrekordot döntött, ami a 2017-es felnőtt világranglistán is a második legjobb idő volt, ebben az évben 200 méter pillangón mégsem indulhatott a világbajnokságon, mert Magyarországot Cseh László és Kenderesi Tamás képviselte.
Az Indianapolisban rendezett junior-világbajnokságon a 4 × 100 méteres férfi gyorsváltó tagjaként (Barta Márton, Márton Richárd, Németh Nándor) aranyérmet szerzett, amely a magyar úszósport első junior világbajnoki címét jelentette. Két nap múlva, augusztus 26-án 100 méteres pillangóúszásban is aranyérmet nyert, valamint tagja volt a 4 × 200 méteres gyorsúszásban új junior-világcsúccsal első  váltónak (Barta Márton, Márton Richárd, Németh Nándor, Holló Balázs) és a 200 méteres pillangóúszás döntőjében is első lett. Négy aranyérmével a világbajnokság legeredményesebb fiú úszója lett.
A Netánjában rendezett junior úszó-Európa-bajnokság 200 méteres pillangó fináléját junior-világcsúccsal nyerte. A 100 méteres pillangóúszás döntőjében 51,49 másodperc alatt ért célba az 51,35 perces junior Európa-csúccsal első orosz Jegor Kujmov mögött, és 50 méter pillangón is ezüstérmes volt. Emellett a dobogós magyar váltók tagjaként egy-egy aranyat (4 x 200 méteres gyorsváltó, illetve a 4 x 100 méteres vegyes gyorsváltó) és egy ezüstöt (4 x 100 méteres gyorsváltó) is begyűjtött.
A 2018-as Európa-bajnokságon 1:52,79-es idővel Európa-bajnok lett, majd a Buenos Airesben rendezett ifjúsági olimpián a 200 és a 400 méteres gyorsúszás fináléjában aranyérmet szerzett, 100 méteres pillangóúszásban ezüstérmes lett.
A 2019-es világbajnokságon Kvangdzsuban 1:50,73-as idővel, új világcsúccsal világbajnok lett 200 méter pillangón, amivel Michael Phelps 10 éves világcsúcsát adta át a múltnak (1:51,51). 100 méter pillangón 4. lett.
A 2021 májusában Budapesten rendezett Európa-bajnokságon 200 méter pillangóúszásban 1:51,10-es időeredményével új Európa-bajnoki csúcsot elérve aranyérmet szerzett. 100 méteres pillangóúszásban új országos és Európa-bajnoki csúcsot úszott, 50,18-as idejével pedig újabb aranyérmet szerzett.
A tokiói olimpián a 4 × 100 méteres gyorsváltó tagjaként (Németh Nándor, Bohus Richárd, Szabó Szebasztián) az 5. helyen végzett. A 200 méteres pillangóúszásban 1:51,25-ös idővel, új olimpiai rekorddal olimpiai bajnok lett. 100 méteres pillangóúszásban új Európa-csúcsot elérve lett ezüstérmes Caeleb Dressel mögött.
2021 szeptemberétől Virth Balázs vette át az edzései irányítását.
A novemberi rövid pályás Európa-bajnokságon 200 méteres pillangóúszásban ezüstérmet szerzett az olasz Alberto Razzetti mögött.
A 2022-es úszó-világbajnokságon aranyérmet szerzett hazai közönség előtt 200 m pillangóúszásban, emellett új világrekordot állított fel (1:50,34), amellyel megdöntötte eddigi saját rekordját (1:50,73). A 2022-es Európa-bajnokságon a 4 × 200 méteres gyorsváltóval első lett.
A 2023-as úszó-világbajnokságon nem indult, majd ezt követően majd egy évig, a nyilvánosságot teljesen kizárva, egyedül edzett, versenyeken pedig nem indult. 2024 áprilisában, az ob-n tért vissza, de a sajtó munkatársainak ezt követően sem nyilatkozott felkészüléséről, terveiről. Az Európa-bajnokságon 100 méteres pillangóúszásban Kós Hubertet megelőzve nyert aranyérmet.
A 2024-es párizsi olimpián az úszócsapattól teljesen külön készülve vett részt, az ötkarikás játékokra is egyedül utazott, váltóban való úszást nem vállalt. 200 méteres pillangóúszásban címvédőként állt rajtkőre, és bár a döntőben 150 méterig vezetett, végül második lett a francia Léon Marchand mögött, aki Milák olimpiai rekordját is megdöntötte. 100 méteres pillangóúszásban a legjobb idővel jutott a döntőbe, ahol a kanadaiak két úszóját, Joshua Liendót és Ilya Kharunt megelőzve megszerezte második olimpiai bajnoki címét. Milák lett a magyar úszósport történetében, Egerszegi Krisztina és Darnyi Tamás után a harmadik, aki két különböző olimpián is aranyérmet tudott nyerni.

## Rekordjai
100 m gyors
- 48,00 (2021. március 26., Budapest) országos csúcs[35]
- 47,47 (2022. augusztus 13., Róma) országos csúcs[36]

100 m pillangó
- 51,23 (2017. július 28., Budapest) junior világcsúcs[6]
- 50,77 (2017. július 28., Budapest) junior világcsúcs és országos csúcs[7]
- 50,62 (2017. július 29., Budapest) junior világcsúcs és országos csúcs[8]
- 50,47 (2021. március 27., Budapest) országos csúcs[37]
- 50,18 (2021. május 23., Budapest) országos csúcs[38]
- 49,68 (2021. július 31, Tokió) Európa-csúcs[39]

200 m pillangó
- 1:53,79 (2017. június 30., Netánja) junior világcsúcs[40]
- 1:50,73 (2019. július 24., Kvangdzsu) világcsúcs[41]
- 1:50,34 (2022. június 21., Budapest) világcsúcs[42]

50 m hát, rövid pálya
- 23,49 (2018. november 10., Százhalombatta) országos csúcs[43]
- 23,34 (2021. október 8., Budapest) országos csúcs[44]
- 23,08 (2021. október 8., Budapest) országos csúcs[44]

## Magyar bajnokság
|                      | 2016 | 2017 | 2018 | 2019 | 2020 | 2021 | 2022 | 2023 | 2024 | 2025 |
| -------------------- | ---- | ---- | ---- | ---- | ---- | ---- | ---- | ---- | ---- | ---- |
| 50 m gyors           |      | 8.   |      |      |      | 1.   | 2.   | 2.   | 1.   |      |
| 100 m gyors          |      | 4.   | 3.   | 3.   | 2.   | 1.   | 1.   | 1.   | 1.   | 1.   |
| 200 m gyors          |      | 2.   | 2.   | 2.   | 1.   | 1.   | 2.   | 1.   | 1.   |      |
| 400 m gyors          |      |      | 2.   | 1.   |      | 1.   |      |      |      |      |
| 50 m hát             |      |      | 1.   |      |      |      |      |      |      |      |
| 50 m pillangó        |      | 7.   | 4.   |      | 2.   | 2.   | 2.   | 2.   | 2.   | 2.   |
| 100 m pillangó       | 4.   | 1.   | 1.   | 2.   | 1.   | 1.   | 1.   | 1.   | 1.   | 2.   |
| 200 m pillangó       | 5.   | 2.   | 1.   | 1.   | 2.   | 1.   | 1.   | 1.   | 1.   | 1.   |
| 4 × 100 m gyors      | 5.   |      |      |      |      |      |      |      |      |      |
| 4 × 200 m gyors      | 5.   |      |      |      |      |      |      |      |      |      |
| 4 × 100 m vegyes     | 4.   |      | 3.   |      |      |      |      |      |      |      |
| 4 × 100 m gyors mix  |      | 1.   | 2.   |      |      |      |      |      |      |      |
| 4 × 100 m vegyes mix |      |      | 4.   |      |      |      |      |      |      |      |

## Tanulmányai
Az érdi Gárdonyi Géza Általános Iskola és Gimnáziumban folytatta tanulmányait.

## Díjai, elismerései
- Az év magyar utánpótláskorú sportolója (Héraklész) (2017)[46]
- Az év magyar úszója (2018,[47] 2019,[48] 2020,[49] 2021,[50] 2022,[51] 2024[52])
- Az év magyar férfi sportolója (2019,[53] 2022)[54]
- A Magyar Érdemrend tisztikeresztje (2021)[55]
- A Magyar Érdemrend parancsnoki keresztje (2024)[56]